# NGC 1741A
NGC 1741A је спирална галаксија у сазвежђу Еридан која се налази на NGC листи објеката дубоког неба.
Деклинација објекта је - 4° 15' 32" а ректасцензија 5h 1m 38,7s. Привидна величина (магнитуда) објекта NGC 1741 износи 14,4 а фотографска магнитуда 15,0. NGC 1741A је још познат и под ознакама MCG -1-13-45, MK 1089, ARP 259, IRAS 04591-0419, VV 524, VV 565, HCG 31A, PGC 16574.